# Flugunfall einer Boeing 707 der Saha Airlines 2019
Der Flugunfall einer Boeing 707 der Saha Airlines 2019 ereignete sich am 14. Januar 2019, als eine Boeing 707 der Iranischen Luftwaffe, mit der ein Frachtflug im Auftrag der Saha Airlines durchgeführt wurde, auf einer zu kurzen Landebahn gelandet wurde und deren Ende überrollte. Bei dem Unfall kamen 15 der 16 Insassen der Maschine ums Leben.

## Maschine
Das betroffene Flugzeug war eine Boeing 707-3J9C mit der Werknummer 21128 und der Modellseriennummer 917. Die Maschine wurde 1976 auf dem Boeing Field endmontiert. Am 19. November 1976 wurde sie an die Kaiserliche Iranische Luftwaffe (IIAF) ausgeliefert, bei der sie mit dem militärischen Luftfahrzeugkennzeichen 5-8312 in Betrieb genommen wurde. Später erhielt sie das iranische zivile Kennzeichen EP-SHE. Am 27. Februar 2000 wurde sie an Saha Airlines übergeben, bei der sie mit dem Kennzeichen EP-SHK in Betrieb ging. Am 3. August 2009 kam es zu einem uneingedämmten Triebwerksschaden beim Start vom Flughafen Ahvaz. Die Maschine wurde anschließend repariert und weiterbetrieben. Im Dezember 2015 wurde die Maschine an die Iranische Luftwaffe zurückgegeben. Anschließend wurde die Maschine zum Typ KC-707C umgebaut, um Luftbetankungen durchführen zu können und war wieder mit ihrem ursprünglichen militärischen Luftfahrzeugkennzeichen zugelassen. Schließlich wurde die Ausrüstung zur Luftbetankung entfernt und die Boeing als Frachtmaschine mit dem Luftfahrzeugkennzeichen EP-CPP wiederzugelassen. Das vierstrahlige Langstrecken-Schmalrumpfflugzeug war mit vier Turbinen-Strahltriebwerken des Typs  Pratt & Whitney JT3D ausgestattet.

## Insassen und Fracht
Es befand sich eine 16-köpfige Besatzung an Bord. Als Fracht hatte die Maschine Fleisch geladen.

## Unfallhergang

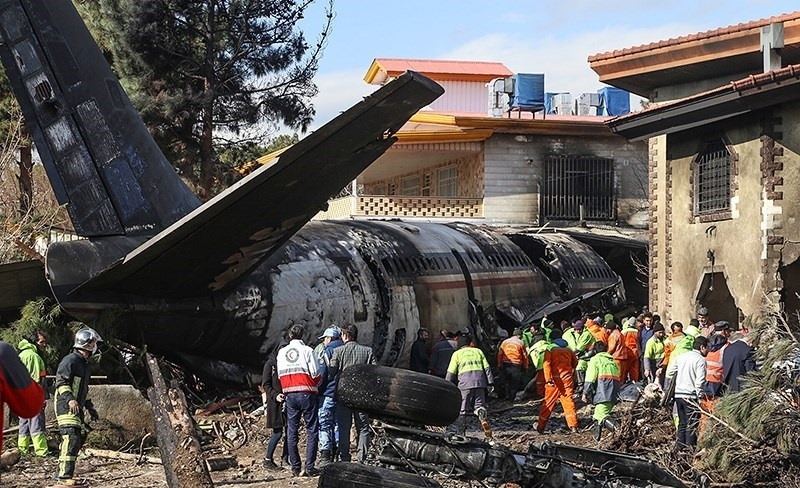
Das Wrack der Maschine

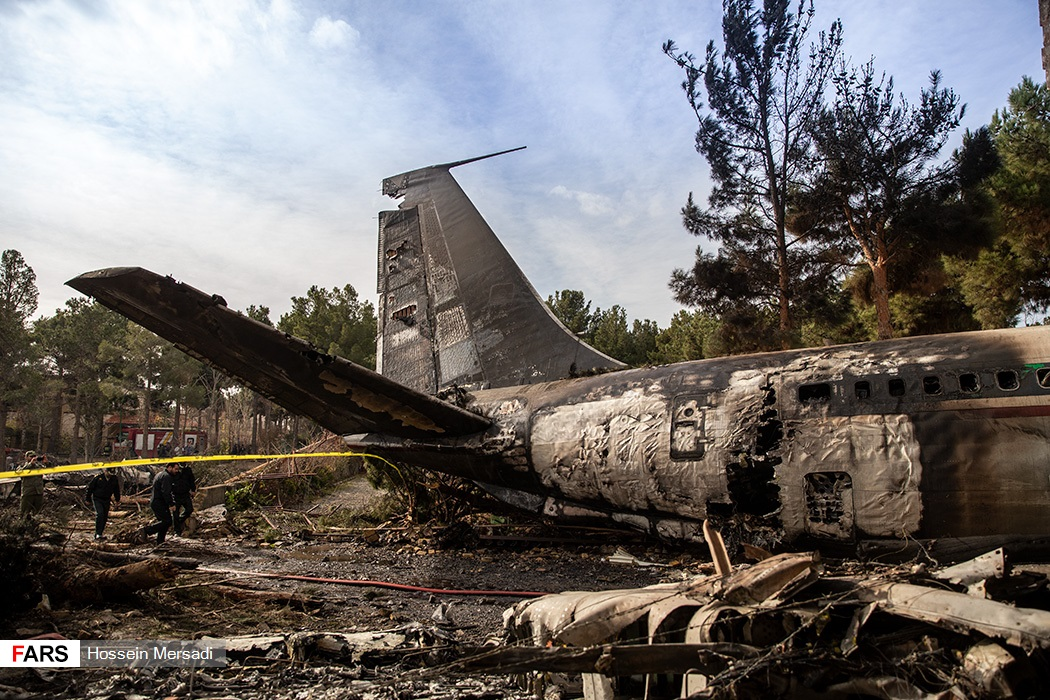
Das Heck der Maschine während der Bergungsarbeiten

Mit der Maschine wurde ein Frachtflug von Bischkek nach Karadsch durchgeführt. Der Flug verlief ohne besondere Vorkommnisse. Die Piloten erhielten eine Freigabe zur Landung auf der Landebahn 30 des Flughafens Payam. Die Piloten landeten irrtümlich auf der Landebahn 31L der Luftwaffenbasis Fath. Da die Landebahn mit 1.300 Metern Länge zu kurz für die Landung einer Maschine dieser Größe war (die Länge der Landebahn 30 des Flughafens Payam beträgt 3.659 Meter), überrollte die Boeing das Landebahnende, kollidierte mit Häusern in einer hinter der Luftwaffenbasis befindlichen Wohnsiedlung und geriet in Brand. Von den 16 Insassen der Maschine starben 15; nur der Flugingenieur Farschad Marvadinedschad überlebte und wurde in einem kritischen Zustand in das Schariati-Krankenhaus eingeliefert. In den Häusern, mit denen die Maschine kollidiert war, befanden sich zum Unfallzeitpunkt keine Personen, sodass am Boden niemand zu Schaden gekommen war.

## Ursache
Unfallursache war eine Verwechslung der Landebahn 30 des Flughafens Payam mit der zu kurzen Landebahn 31L der Luftwaffenbasis Fath. Beide Landebahnen sind in die gleiche Richtung ausgerichtet und etwa zehn Kilometer voneinander entfernt.

## Ähnlicher Zwischenfall
Am 16. November 2018 hatte die Besatzung einer McDonnell Douglas MD-88 der Taban Air (EP-TBC) zweimal versucht, in Fath zu landen, nachdem sie die Landebahnen verwechselt hatte. Bei einem der Anflüge wurde ein Durchstarten in einer Höhe von einem Meter über dem Boden eingeleitet, nachdem das EGPWS zuvor Alarm geschlagen hatte. Die Maschine konnte letztlich sicher auf dem Flughafen Payam landen.